# Dària Apakhontxitx
Dària Aleksàndrovna Apakhontxitx (en rus: Дарья Александровна Апахончич; en transliteració internacional: Daria Apakhonchich; 24 de març de 1985) és una professora, fotògrafa i activista social russa. Va participar al Festival de Fotografia Política al Museu finlandès de Fotografia durant la primavera de 2019. Apakhontxitx, que va participar en diverses manifestacions com ara per denunciar l'arrest del famós oponent polític Aleksei Navalni el 2020, també és coneguda com a primera artista a ser nomenada "agent de mitjans estrangers" pel govern rus el 28 de desembre de 2020.